# Glen Salmon
Glen George Salmon (ur. 24 grudnia 1977 w Salisbury) – południowoafrykański piłkarz grający na pozycji napastnika, reprezentant RPA.
Od 2008 roku jest zawodnikiem Supersport United. Wcześniej występował w FC Groningen NAC Breda i PAOK-u Saloniki.